# Joris d'Hanswyck
Auguste Hanswyck (Gent, 2 januari 1878 – 2 mei 1942), bekend onder de bijnaam Joris of Yoris d'Hanswyck, was een Belgische journalist, auteur en co-auteur voor toneel. In de loop van zijn carrière schreef hij tientallen libretto's en diverse toneelstukken, waarvan de beroemdste het blijspel Bossemans en Coppenolle is, dat hij in 1938 samen met Paul Van Stalle schreef.
- Bibliothèque nationale de France: cb103555140 (data)
- Gemeinsame Normdatei: 1134887604
- International Standard Name Identifier: 0000 0000 3977 1495
- Library of Congress Control Number: n89635218
- Réseau des bibliothèques de Suisse occidentale: 02-A020374165
- Virtual International Authority File: 4078507
- WorldCat: E39PBJxxggR77Qrk79J3PFTWDq